# 新阿拉伯人报
《新阿拉伯人报》（英語：、阿拉伯语：‎，或称《新阿拉伯人》、其新闻网站为新阿拉伯人网）是一份总部位于英国伦敦的泛阿拉伯新闻报纸。新阿拉伯人网创立于2014年3月，隶属卡塔尔的法达特媒体（Fadaat Media）公司，后于2014年9月开始出版《新阿拉伯人报》。

## 历史
阿兹米·比沙拉博士，前以色列国会议员，在2014年3月设立了新阿拉伯人网。6个月后，新阿拉伯人网的职员在伦敦开始发行该网站阿拉伯语的纸质报纸，不久后又增补了网站的英文版页面。目前，新阿拉伯人报有三个办公地点，分别位于贝鲁特、多哈和伦敦。

## 持有者
《新阿拉伯人报》及新阿拉伯人网均由设立于卡塔尔的法达特媒体公司所有，该公司专职于投资阿拉伯地区的媒体，阿卜杜勒·拉赫曼·阿尔谢尔是该公司的首席执行官。

## 报道
《新阿拉伯人报》的报道不仅被阿拉伯语地区的地方报纸转载，也被包括《時代雜誌》、《国际财经时报》、《中东之眼》、《國家報》等国家或国际性出版物引用。